# الغواصة الألمانية يو-10 (1935)
غواصة يو-10  غواصة يو بوت ألمانية من الفئة الثانية بي بنيت ل سلاح بحرية ألمانيا النازية كريغسمارينه، في أحواض بناء السفن الألمانية التابع لشركة جرمانيا لبناء السفن في كيل خلال الحرب العالمية الثانية. بعد ما يقرب من خمس سنوات، أصيبت في 1 أغسطس 1944م في دانزيج (غدانسك الآن) وتفككت.